# اولاد نجم التمه
اولاد نجم التمه (به عربی: أولاد نجم التمة)، روستایی از توابع نجع حمادی در استان قنا و کشور مصر است.

## جمعیت
براساس سرشماری سال ۲۰۰۶ مصر، جمعیت آن ۶۱۳۹ نفر(۳۲۰۶ مرد و و۲۹۳۳ زن) بوده‌است.